# 萨莱蒂
萨莱蒂是巴西圣卡塔琳娜州的一个市镇。总面积210平方公里，总人口7432人，人口密度35.4人/平方公里。